# جويل ميلر
جويل ميلر (بالإنجليزية: Joel McKinnon Miller)‏ هو ممثل أمريكي، ولد في 21 فبراير 1960 في الولايات المتحدة.

## أعمال

### أفلام
- أميرة البجع

### مسلسلات
- بروكلين ناين-ناين

## وصلات خارجية
- جويل ميلر على موقع IMDb (الإنجليزية)
- جويل ميلر على موقع قاعدة بيانات الفيلم (الإنجليزية)